# Cisternes-la-Forêt
Cisternes-la-Forêt ist eine französische Gemeinde mit 450 Einwohnern (Stand: 1. Januar 2022) im Département Puy-de-Dôme in der Region Auvergne-Rhône-Alpes. Sie gehört zum Arrondissement Riom und zum Kanton Saint-Ours (bis 2015: Kanton Pontgibaud).

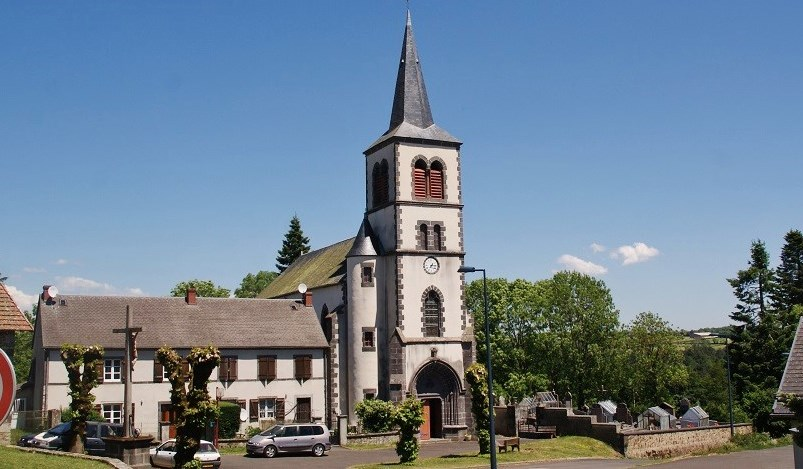
Kirche

## Geographie
Cisternes-la-Forêt liegt etwa 29 Kilometer westlich von Clermont-Ferrand am Flüsschen Bessanton, das zum Sioulet entwässert. Im Osten verläuft der Teissoux. Umgeben wird Cisternes-la-Forêt von den Nachbargemeinden Pontaumur im Norden, La Goutelle im Norden und Nordosten, Bromont-Lamothe im Osten und Nordosten, Gelles im Süden und Südosten, Prondines im Süden und Südwesten, Saint-Hilaire-les-Monges im Westen sowie Combrailles im Nordwesten.

## Weblinks

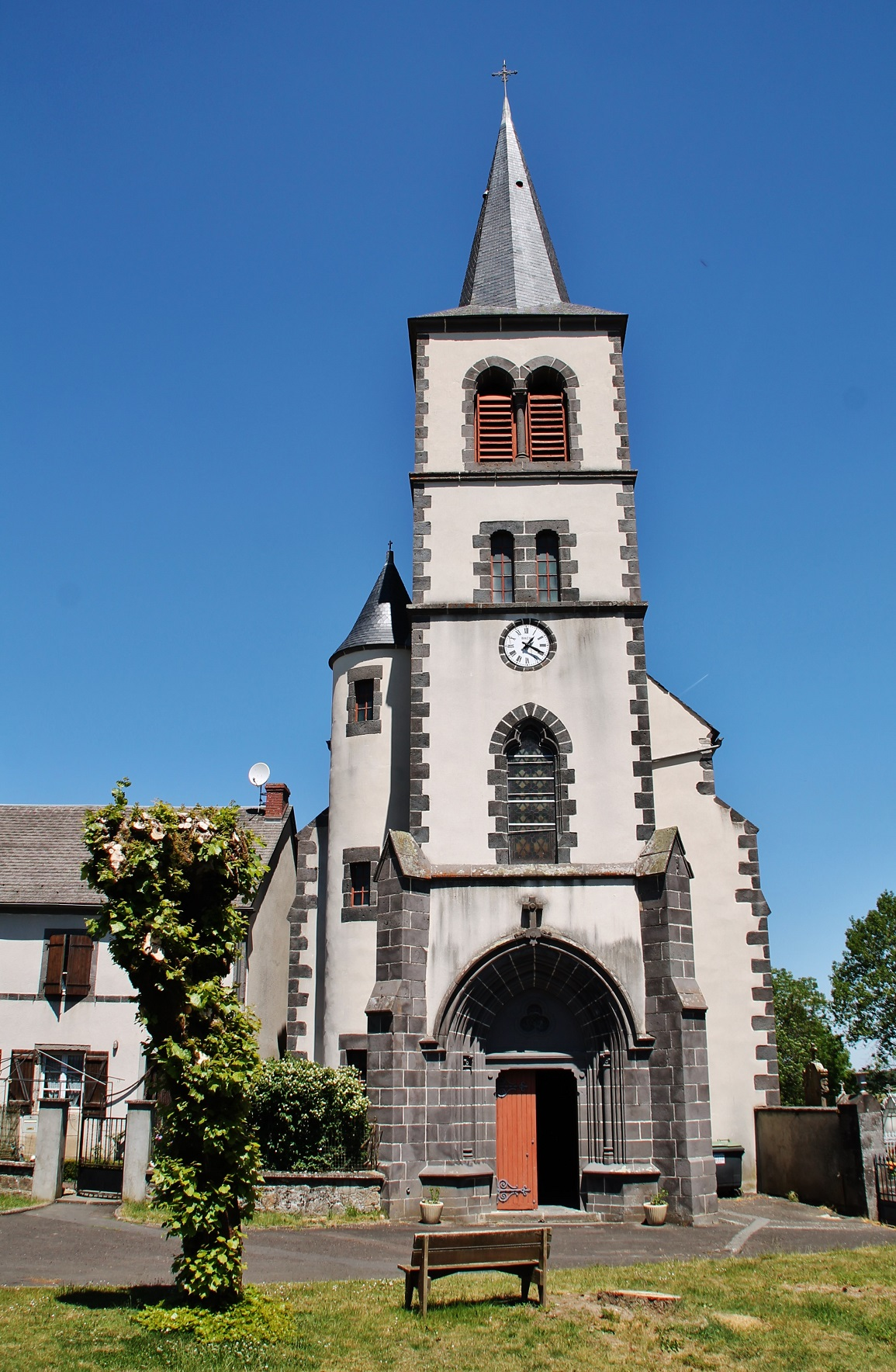
Kirche Saint-Jean-Baptiste

## Bevölkerungsentwicklung
| Jahr                       | 1962 | 1968 | 1975 | 1982 | 1990 | 1999 | 2008 | 2013 |
| Einwohner                  | 593  | 589  | 592  | 528  | 509  | 455  | 488  | 478  |
| Quellen: Cassini und INSEE |      |      |      |      |      |      |      |      |

## Sehenswürdigkeiten
- Kirche Saint-Jean-Baptiste